# کامیلو بارگاس
کامیلو بارگاس (اسپانیایی: Camilo Vargas‎؛ زاده ۹ ژانویهٔ ۱۹۸۹) یک بازیکن فوتبال اهل کلمبیا است.

## تیم ملی
وی همچنین در تیم ملی فوتبال کلمبیا بازی کرده است.